# Kang Nam 1
Kang Nam 1 là tàu chở hàng nặng 2.000 tấn của Bắc Triều Tiên. Nó là một trong số 5 tàu thuộc sở hữu của chính phủ Bắc Triều Tiên, những con tàu đó được đặt tên theo cách đánh số từ Kang Nam 1 cho đến Kang Nam 5. Theo báo chí Hàn Quốc, bản thân tàu Kang Nam 1 có lẽ được chế tạo ở Đức vào cuối những năm 1980. Sau đó, nó được chuyển qua hàng loạt các chủ sở hữu của công ty hàng hải của Hàn Quốc, về sau hãng này đã bán chiều tàu cho Bắc Triều Tiên. Vào mùa hè năm 2009, con tàu rời vùng biển Bắc Triều Tiên và đi vào vùng biển quốc tế, có thể mang theo thiết bị quân sự đến Miến Điện trong khi bị Hải quân Hoa Kỳ giám sát, trước khi quay trở lại và hướng tới Bắc Triều Tiên.

## Sự kiện tháng 6/tháng 7 năm 2009
Tàu Kang Nam 1 thu hút sự chú ý của quốc tế vào ngày 17 tháng 6 năm 2009, sau khi rời cảng ở thành phố Nampo, Bắc Triều Tiên và đi vào vùng biển Quốc tế. Nó bắt đầu đi về phía Nam, dọc theo đường bờ biển Trung Quốc. Một tình báo của Hàn Quốc đưa ra suy đoán rằng con tàu được vận chuyển đến Myanmar (Miến Điện) qua Singapore với số hàng hóa vũ khí bị cấm bởi Hội đồng Bảo an Liên Hợp Quốc, cho phép khám xét tàu của Bắc Triều Tiên nếu bị nghi ngờ chở hàng bất hợp pháp theo Nghị quyết 1874. Việc giám sát của Hải quân Hoa Kỳ bắt đầu gần như ngay lập tức, và USS Lassen (DDG-82) bắt đầu theo đuổi sau đó. Bắc Triều Tiên cảnh báo việc cưỡng chế kiểm tra con tàu sẽ bị coi là "hành động gây chiến". Singapore đáp lại rằng họ sẽ "hành động thích hợp" nếu tàu cập cảng của họ. Truyền thông nhà nước Miến Điện phủ nhận việc tàu Kang Nam 1 sẽ cập cảng ở đó, nhưng đề cập rằng một con tàu "chở gạo" của Bắc Triều Tiên sẽ cập bến vào cuối tuần.
Cuộc khủng hoảng đã diễn ra một bước ngoặt bất thường (theo nghĩa đen), không hề có lời giải thích, vào khoảng thời gian từ ngày 28 đến ngày 29 tháng 6, tàu Kang Nam 1 đã đảo ngược hướng đi của nó. Trong khi con tàu quay trở lại Bắc Triều Tiên, một số hãng thông tấn khu vực đã công bố thêm thông tin về nó và sứ mệnh khả thi của nó. Các nguồn tin tình báo Hàn Quốc cho biết chuyên cơ chở các vũ khí nhỏ từ thời Liên Xô do Bắc Triều Tiên sản xuất như súng trường AK-47 và bệ phóng chống tăng RPG-7. Một nguồn tin giấu tên của chính phủ Hàn Quốc nói với Hãng thông tấn Yonhap rằng việc thanh toán vũ khí từ chính phủ Miến Điện (Myanmar) sẽ diễn ra thông qua một ngân hàng giấu tên ở Malaysia, nhưng có lẽ đã bị hoãn lại sau khi một phái viên Mỹ đến thăm Malaysia vào ngày 6 tháng 7 để thảo luận về tình hình.   Myanmar phủ nhận liên quan đến con tàu hoặc hàng hóa của nó, và Malaysia khẳng định sẽ không liên quan đến "rửa tiền" và sẽ hợp tác nếu được cung cấp bất kỳ thông tin nào về kế hoạch bị cáo buộc.
Tàu Kang Nam 1 cuối cùng đã trở về cảng xuất phát ở Bắc Triều Tiên, vào khoảng từ ngày 6 đến ngày 8 tháng 7, sự chú ý về nó phần lớn đã thay đổi khi Bắc Triều Tiên bắn thử bảy tên lửa trong chuyến hành trình quay trở về.